# Bruno Figliola
Bruno Figliola (ur. 8 czerwca 1938 w Cagliari) – włoski hokeista na trawie, olimpijczyk.
Grał na pozycji lewego środkowego. Wystąpił na Letnich Igrzyskach Olimpijskich 1960 w trzech z pięciu spotkań, które Włosi rozegrali na tym turnieju (nie zdobył żadnego gola). Ostatecznie reprezentacja gospodarzy zakończyła turniej na 13. pozycji wśród 16 startujących zespołów.
Mistrz Włoch w latach 1953, 1956, 1958 i 1960. Członek Włoskiej Galerii Sław Hokeja na Trawie.